# Кузнецов, Алексей Иванович (архитектор)
Алексе́й Ива́нович Кузнецо́в (1865, Тверская губерния — 4 апреля 1904, Иркутск) — русский архитектор, художник, главный архитектор Иркутска (1895—1902).

## Биография
Родился в семье крупного землевладельца в 1865 году. После окончания Тверского реального училища в 1883 году поступил в Петербургскую Академию художеств. За время обучения получил малую серебряную (1888) и большую серебряную (1890) медали. В октябре 1891 года Академией художеств ему было присвоено звание классного художника 2 степени.
Работал архитектором в Санкт-Петербурге (1891—1892). В 1892 направлен архитектором в Иркутский техническо-строительный комитет, затем в управление строительной и дорожной части при Иркутском генерал-губернаторе. С марта 1895 – городской архитектор Иркутска (до 1902). По его проектам построены многие иркутские здания, в том числе памятники архитектуры. Одной из составляющих почерка Кузнецова было строительство из кирпича в неорусском стиле. В Иркутске его называли «кирпичным» стилем.
Член Петербургского общества архитекторов (с 1893 года). Службу оставил в 1902, открыв в Иркутске техническую, строительную и комиссионную контору под названием "Архитектор А.И. Кузнецов и К".
Был удостоен орденов Св. Анны III степени, Св. Станислава III степени и серебряной медали в память царствования Александра III.
Умер в Иркутске, похоронен на Иерусалимском кладбище.

## Проекты и постройки

### Санкт-Петербург
- Дача Чернова. Октябрьская набережная, 72 (1891—1893; участие в строительстве, автор проекта — А. И. фон Гоген)[3];
- Усадьба Стенбок-Ферморов. Лахтинский проспект, 104 (1890-е, (В. П. Цейдлер ?)[3].

### Иркутск
- Медведниковская больница (санаторий «Ангара»). Улица 2-я Железнодорожная, 4 (1901);
- «Гранд-Отель». Улица Литвинова, 1 (1902—1903).